# GPD XD
GPD XDは、中華人民共和国の企業GamePad Digital(GPD)が製造するAndroidベースの携帯型ゲーム機で、2015年末に発売された。形状はニンテンドー3DS LLに類似しており、静電容量式タッチスクリーンを一つ搭載し、エミュレーターやその他のAndroidアプリケーションの動作に最適化されている。

## ソフトウェア
Android 4.4.4が標準でインストールされており、メトロスタイルのランチャー、ゲームエミュレーター、アプリが含まれる。標準のシステムソフトウェアは、LegacyROMなどのコミュニティベースのシステムへ置き換えることが可能である。これにより、不要なアプリや著作権侵害の疑いのあるアプリを削除し、Google Playを追加、一部のエミュレーターのパフォーマンスを向上させ、ルートアクセスや1.8GHzへのオーバークロックを可能にする。
システムソフトウェアには、仮想コントロールマッパーユーティリティが搭載され、ネイティブで対応していないゲームでも物理的なコントロールを使用可能となっている。

## ハードウェア
GPD XDには、ARM Cortex-A17プロセッサ（1.4 GHz）とMali-T764 GPU（600 MHz）を組み合わせたRockchip RK3288 SoCが搭載すされている。これにより、XDはネイティブ3D加速対応のAndroidゲームやエミュレーションに対応可能で、これがデバイスの主な特徴となっている。この性能により、ドリームキャストやニンテンドーDSまでのシステムをエミュレート可能ですが、品質はゲームによって異なる。システムには2GBのDDR3-SDRAMと720pディスプレイを搭載する。

## 公式サイト
- GamePad Digital official website (English)